# Пол Теру
Пол Теру (на английски: Paul Theroux) е американски писател, пътешественик и романист. Публикува първите си романи в края на 60-те години като добива известност след издаването в 1975 година на пътеписа Големият железопътен базар (Great Railway Bazaar). В следващите десетилетия публикува още множество романи, пътеписи и есеистика, а книгите му биват превеждани на различни езици.

## Биография и творчество
Родителите на Пол Теру са първо поколение американци и семейството живее в Масачузетс, като той завършва образованието си в местния университет. През 1963 година Пол Теру влиза в редиците на Корпуса на мира и заминава за Африка, където пребивава няколко години. По-късно се преселва за две години в Сингапур, след което се установява със семейството си в Лондон. Оттам предприема пътешествие с влак до Токио и обратно, което описва в „Great Railway Bazaar“.
Трийсет години след написването на книгата Теру се завръща и прави повторно пътуване през същия маршрут – 45 000 километра през Източна Европа, Централна Азия, Индийския полуостров, Япония и Сибир. Това дава материал за книгата му „С призрачния влак към източната звезда: По следите на „Големия влаков базар“.
Пол Теру е публикувал редица художествени произведения, няколко от които са екранизирани. През 1981 г. получава наградата „James Tait Black Memorial“ за книгата си „Брегът на москитите“.
Книгите му са превеждани на много езици, включително и на български.

## Пътеписи
- V.S. Naipaul (1972)
- The Great Railway Bazaar (1975)
- The Old Patagonian Express (1979)
- The Kingdom by the Sea (1983)
- Sailing Through China (1984)
- The Imperial Way (1985)
- Riding the Iron Rooster (1988)
- To the Ends of the Earth (1990)
- The Happy Isles of Oceania (1992)
- The Pillars of Hercules (1995)
Стълбовете на Херкулес, София: Вакон, 2007, 336 с.; част. 2, Стълбовете на Херкулес. Една година по-късно, София: Вакон. 2008, 288 с.
- Sir Vidias Shadow (1998)
- Fresh Air Fiend (2000)
- Dark Star Safari (2002)
- Ghost Train to the Eastern Star (2008)
С призрачния влак през Ориента, София: Вакон, 2015
- The Tao of Travel (2011)
- The Last Train to Zona Verde (2013)

## Романи и разкази
- Waldo (1967)
- Fong and the Indians (1968)
- Murder in Mount Holly (1969)
- Girls at Play (1971)
- Jungle Lovers (1971)
- Sinning with Annie (разказ, 1972)
- Saint Jack (1973)
- The Black House (1974)
- The Family Arsenal (1976)
- The Consuls File (1977)
Бележникът на един консул, София: Народна култура, 1984
- Picture Palace (1978)
- A Christmas Card (1978)
- London Snow (1980)
- Worlds End (разкази, 1980)
- The Mosquito Coast (1982)
Брегът на москитите, София: Изток-Запад, 2015
- The London Embassy (разказ, 1982)
- Doctor Slaughter (1984) – филмирано като Half Moon Street (1986)
- O-Zone (1986)
- The White Mans Burden (1987)
- My Secret History (1989)
Моят таен живот, София: PGL, 2002
- Chicago Loop (1990)
- Millroy the Magician (1993)
- The Greenest Island (1995)
- My Other Life (1996)
- Kowloon Tong (1997)
- Hotel Honolulu (2001)
 Хотел „Хонолулу“, София: Фама, 2008.
- Nurse Wolf and Dr. Sacks (2001)
- Stranger at the Palazzo DOro (новела и кратък разказ, 2004)
- Blinding Light (2006)
- The Elephanta Suite (три новели, 2007)
- A Dead Hand: A Crime in Calcutta (2009)
- The Lower River (2012)
- Mother Land (2017)
- Under the Wave at Waimea (2021)
- The Bad Angel Brothers (2022)